# Peter Kummer (Politiker)
Peter Kummer (* 13. Oktober 1945; † 12. Oktober 2017 in St. Gallen) war ein Schweizer Politiker (SVP).
Kummer gehörte von 1980 bis 1982 als Vizepräsident der Schulbehörde Oberaach an und war Mitglied der Realschulvorsteherschaft Amriswil. Von 1982 bis 1997 war er Mitglied der Primarschulbehörde Amriswil, die er von 1989 bis 1997 präsidierte. Gleichzeitig war er Präsident des Kindergärtnerinnen-Seminars Amriswil. Von 1982 bis 1993 Mitglied der Oberstufenbehörde Amriswil und von 1995 bis 1997 Mitglied des Gemeinderates. 
Von 1997 bis 2009 war Peter Kummer Stadtammann von Amriswil. Zudem präsidierte er in dieser Zeit den Abwasserverband Aachtal, den Zweckverband Regionale Schiessanlage Almensberg und den Verwaltungsrat der Autokurse Oberthurgau AG. Nach seinem Rücktritt wurde ihm 2009 das Ehrenbürgerrecht von Amriswil verliehen.
Ab 2000 war er Mitglied des Grossen Rates des Kantons Thurgau. 2011/2012 amtete Peter Kummer als Präsident des Grossen Rates des Kantons Thurgau, nachdem er zuvor Vizepräsident gewesen war. Kummer lebte in Oberaach, einem Ortsteil von Amriswil. Er starb 2017 nach einer Operation an multiplem Organversagen.